# هارت استون
هارتِ استون
(به انگلیسی: Heart of Stone) یک فیلم آمریکایی در ژانر اکشن جاسوسی به کارگردانی تام هارپر است که در سال ۲۰۲۳ منتشر شد. گل گدوت، جیمی درنان، آلیا بات، سوفی اوکوندو، ماتیاس شوایگهوفر، پل ردی بازیگران فیلم هستند. داستان فیلم دربارهٔ جاسوسی حرفه‌ای به نام ریچل استون است که نباید اجازه دهد یک فناوری هوش مصنوعی مرموز و قدرتمند به نام «هارت» به دست افراد اشتباهی بیفتد.
فیلم با واکنش متوسط منتقدان همراه بود. عملکرد گدوت ستایش شد اما در زمینه فیلم‌نامه و داستان کلیشه‌ای خود مورد انتقاد قرار گرفت.

## طرح داستان:
پشت‌پرده‌ی داستان: چهار تن از مدیران ارشد سابق سازمان‌های اطلاعاتی ام.آی.6 انگلستان و سی.آی.ای آمریکا با نامیدن خود به عنوان چهار پادشاه (دل، خشت، پیک، خاج) سازمان محرمانه‌ای به نام چارتر (=منشور) تاسیس می‌نمایند تا عملیاتی را که سازمان‌های جاسوسی و دولت‌های مطبوع‌شان به دلایل قانونی نمی‌توانند اجرا نمایند، به انجام برسانند. این سازمان مجهز به یک کامپیوتر کوانتومی می‌باشد که می‌توان آن را خطرناک‌ترین سلاح جهان نامید. این سخت‌افزار-نرم‌افزار که «قلب» نامیده می‌شود قادر است هر سیستمی در هر جایی از کره‌ی زمین را هک کند؛ موشک‌های قاره‌پیمای هسته‌ای را از مسیر منحرف کند، جریان برق را در تمام دنیا قطع نماید یا سازمان‌های بورس را به خاک بنشاند. به تعبیر یکی از ماموران سازمان چارتر، مانند شاه‌کلیدی است که هر قفلی را باز می‌کند.
متن داستان: سازمان ام.آی.6 بریتانیا به دنبال یک قاچاقچی اسلحه به نام مولوینی می‌باشد که مدت سه سال است از او ردپایی به دست نیامده، تا این‌که از منبع ناشناسی (سازمان چارتر) مطلع می‌شود وی به زودی در کازینویی در بخش ایتالیایی کوهستان آلپ به قمار خواهد پرداخت. این قمارخانه، «کازینوی خون» نام دارد و بر سر تعداد کشته‌های تفنگداران دریایی ایالات متحده در عملیاتی واقعی که به طور مستقیم از نمایشگر کازینو پخش می‌شود شرط‌بندی‌های کلان می‌کند. ام.آی.6 تیم چهار نفره‌ای از ماموران خود را برای دستگیری مولوینی اعزام می‌کند. در این تیم چهار نفره یکی از مأموران نفوذی سازمان چارتر به نام «ریچل استون» حضور دارد. هدف این مامور کمک مخفیانه به تیم ام.آی.6 برای انجام موفقیت‌آمیز عملیات با استفاده از منابع سازمان چارتر است.
مالک «کازینو خون» به نام «کی‌یا دیوان» دختر هندی 22 ساله‌ای است که این کازینو را صرفاً برای به دام انداختن مولوینی تاسیس کرده است. مطلبی که ام.آی.6 و سازمان چارتر هر دو از آن بی‌اطلاع هستند. «نیام کارچی» میلیاردر و سرمایه‌گذار استارتاپی هندی که در شهر دانشگاهی هند، پونه، صاحب مزارع فناوری اطلاعات می‌باشد پدر و مادر کی‌یا  را به همراه تعداد بسیاری دیگر قربانی آزمایش‌های علمی خود کرده و به قتل رسانده، سپس متوجه نبوغ کی‌یا در زمینه‌ی برنامه‌نویسی کامپیوتر شده و او را به سرپرستی گرفته است. کی‌یا در فرصتی که به دست‌آورده از نزد او گریخته و به طریق نامعلومی این کازینوی خاص را تاسیس نموده تا مولوینی را که گمان می‌برد «قلب» در اختیار اوست و یا حداقل از مکان آن مطلع است به دام بیاندازد. هدف او از به دست آوردن «قلب» دسترسی به اطلاعات و مدارکی است که انتشار آن‌ها می‌تواند نیام کارچی را نابود کند.
مولوینی وارد کازینو می‌شود و عملیات تیم ام.آی.6 در آستانه‌ی آغاز است که کی‌یا به طریق نامشخصی متوجه حضور آن‌ها می‌شود و اقدام به برهم‌زدن عملیات دستگیری مولوینی می‌نماید. سرانجام مولوینی توسط یکی از ماموران ام.آی.6 به نام «پارکر» دستگیر می‌شود اما با خوردن قرص سیانور به زندگی خود پایان می‌دهد. عملیات با وجود تلاش خارق‌العاده استون، مامور دوجانبه‌ی سازمان چارتر، در قتل محافظان مولوینی، با مرگ مولوینی شکست می‌خورد. لیکن اکنون چارتر و ام.آی.۶ هر دو متوجه کی‌یا می‌شوند که عملیات دستگیری را برهم‌زده است. کی‌یا گریخته و اثری از او نیست.
به زودی سازمان چارتر با استفاده از «قلب» محل پنهان شدن کی‌یا را پیدا می‌کند. او در لیسبون است. تیم چهار نفره‌ی ام.آی.6 بلافاصله برای دستگیری او حرکت می‌کند. پس از رسیدن به لیسبون، در حالی که تیم مشغول جاگیری در یک خانه‌ی امن می‌باشد مورد حمله‌ی گروهی از مزدوران کی‌یا قرار می‌گیرد. استون برخلاف دستور موکد سازمان چارتر از محل فرار نمی‌کند و به کمک یاران هم‌تیمی‌ خود می‌شتابد و هر چهار نفر با کمک مهارت‌های فوق‌العاده‌ی استون در نبردهای تن‌به‌تن و تعقیب‌وگریز با خودرو، از مهلکه جان سالم به در می‌برند. حال، هم‌تیمی‌های استون از او می‌خواهند هویت واقعی خود را افشا کند. استون ناچار می‌شود قسمتی از حقیقت را بگوید. پارکر، ماموری که مولوینی را دستگیر کرده بود، در یک اقدام حیرت‌انگیز دو مامور دیگر ام.آی.6 را به قتل می‌رساند و استون را با چاقوی سمی مجروح می‌نماید. سپس در بازوی استون، کیت کوچکی را تزریق می‌کند که برنامه‌ریزی شده تا هرگاه در نزدیکی کامپیوترهای سازمان چارتر قرار بگیرد فعال شده و سرور کامپیوترها را هک نماید.
در ملاقات چهار پادشاه، بنیان‌گذاران سازمان چارتر، مشخص می‌شود پارکر در 8 سال پیش در عملیات مرگباری در چچن که همه‌ی یارانش کشته شده‌اند، رها شده تا بمیرد. اما او نجات یافته و به سازمان ام.آی.6 بازگشته و مشغول ادامه‌ی خدمت شده. حال مشخص می‌شود او در تمام مدت در فکر انتقام از ام.آی.6 بوده، در حقیقت او شریک کی‌یا می‌باشد و «کازینو خون» درواقع توسط او بنیان‌گذاری شده تا مولوینی به دام بیفتد و لو رفتن عملیات ام.آی.6 برای دستگیری مولوینی توسط او که یکی از اعضای تیم بوده انجام پذیرفته. مرگ مولوینی هم کار او بوده. بعد از آن‌که مولوینی مجبور به فاش کردن اطلاعاتی شد مبنی بر وجود سازمان مخفی به نام چارتر که سلاحی به نام «قلب» را در اختیار دارد، پارکر به او قرص سیانور خورانده و باعث مرگ او می‌شود. حال پارکر برای پیدا کردن محل قرار داشتن «قلب» نیاز به هک کردن کامپیوترهای سازمان چارتر دارد.
سمی که از چاقوی پارکر وارد بدن استون شد موجب فلج گردیدن عضلات او می‌شود. استون به پناهگاه پنهان سازمان چارتر منتقل می‌شود تا مورد درمان قرار گیرد اما با نزدیک شدن کیت تزریق شده به بدن او به سرور کامپیوترهای پناهگاه، عملیات هک سرورها فعال می‌شود و کی‌یا و پارکر از اطلاعات سازمان چارتر، وجود چهار پادشاه، و مکان نگهداری «قلب» در یک کشتی‌هوایی در آسمان غرب آفریقا مطلع می‌شوند.
استون که اینک سلامت خود را بازیافته با هدف جلوگیری از دست یافتن کی‌یا و پارکر به «قلب» به سمت کشتی‌هوایی پرواز می‌کند و در بحرانی‌ترین لحظه با چترنجات بر روی سقف کشتی فضایی فرود می‌آید. کی‌یا به «قلب» دست می‌یابد و آن را به پارکر می‌دهد، اما سیستم شناسایی بیومتریک را بر روی آن فعال کرده است. بنابراین برای فعال شدن «قلب» حضور زنده‌ی کی‌یا ضروری می‌شود. در نبرد تن‌به‌تن و تعقیب و گریز بر روی سقف کشتی‌هوایی هر سه موفق به گرفتن نردبان هلیکوپتر می‌شوند اما استون با چسبیدن به کی‌یا و بریدن طناب باعث سقوط خود و کی‌یا به درون صحرای آفریقا می‌گردد.
در صحرا، نیروهای پارکر زودتر از نیروهای چارتر به آن‌ها می‌رسند، اما استون موفق به فرار می‌گردد. پارکر و کی‌یا به یک مرکز دانشگاهی در ایسلند می‌روند که دارای سرورهای بزرگ و پردازنده‌های بسیار سریع و نیرومند است. با کارگزاری «قلب» بر روی سیستم دانشگاه و فعال کردن آن توسط کی‌یا، پارکر تبدیل به نیرومندترین انسان دنیا می‌گردد. او ابتدا دستور قتل هر چهار پادشاه را می‌دهد که سه نفر آن‌ها به قتل می‌رسند. نفر چهارم در پایگاه زیرزمینی سازمان چارتر می‌باشد که با قطع برق و اکسیژن تا یک ساعت دیگر به همراه سایر کارکنان چارتر خواهد مرد. کی‌یا به این قتل‌ها اعتراض می‌کند و یادآوری می‌کند هدف‌شان تنها دستیابی و انتشار مدارک علیه افراد فاسد بوده است. پارکر او را تهدید می‌کند. کی‌یا که اکنون پشیمان شده با استون تماس می‌گیرد و با همدستی او پارکر را به قتل می‌رسانند و با وصل کردن اکسیژن جان افراد سازمان را نجات می‌دهند و سازمان «قلب» را دوباره به دست می‌آورد.
دو هفته‌ی بعد استون به ملاقات کی‌یا که بازداشت شده به زندان می‌رود و به او پیشنهاد همکاری در سازمان چارتر را می‌دهد. کی‌یا می‌پذیرد. مدتی بعد، تیم جدید عملیات نامعلوم جدیدی را شروع می‌کند و فیلم پایان می‌یابد.

## بازیگران
- گل گدوت در نقش ریچل استون: یک مأمور اطلاعاتی، تنها زنی که بین سازمان قدرتمند، جهانی و حافظ صلح خود و از دست دادن با ارزش‌ترین - و خطرناک‌ترین دارایی‌اش ایستاده‌است.[۲]
- جیمی درنان
- آلیا بات در نقش مایا سینگ: یک مأمور اطلاعاتی هندوآمریکایی.[۳]
- سوفی اوکوندو
- ماتیاس شوایگهوفر
- جینگ لوسی
- پل ردی

## تولید
در دسامبر ۲۰۲۰ اعلام شد که گل گدوت برای بازی در این فیلم قرارداد امضا کرده‌است، که قرار است آغازی بر فرانچایزی مشابه مأموریت: غیرممکن باشد. تام هارپر در حال مذاکره برای کارگردانی بود. هارپر در ژانویه ۲۰۲۱ تأیید می‌شود و نتفلیکس حق پخش فیلم را به دست می‌آورد. در ژانویه ۲۰۲۲، جیمی درنان برای بازی در کنار گدوت انتخاب شد. در ماه مارس، آلیا بات، سوفی اوکوندو، ماتیاس شوایگهوفر، جینگ لوسی و پل ردی به بازیگران اضافه شدند.
تصویربرداری اصلی در لندن، بریتانیا در مارس ۲۰۲۲ آغاز شد فیلمبرداری نیز در ریکیاویک، ایسلند در آوریل ۲۰۲۲ انجام شد.

## توضیحات
1. ↑  کلمه «هارت» به معنای «قلب» در فیلم نام یک سیستم هوش مصنوعی است که شخصیت اصلی با نام «استون» از آن استفاده می‌کند؛ بنابراین ترجمه اسم فیلم به «سنگدل» و موارد مشابه اشتباه است.